# 蘇格蘭電力
蘇格蘭電力（英語：Scottish Power Ltd.）是一家垂直一體化的能源公司，總部位於英國格拉斯哥。曾是富時100指數成份中的公司，2006年被西班牙跨國公司伊比德羅拉收購。
蘇格蘭電力是蘇格蘭中部和南部、默西塞德郡和威爾士北部的配電網運營者，也是蘇格蘭南部的輸電網擁有者，此外該公司也為全英的企業及家庭提供天然氣。

## 歷史

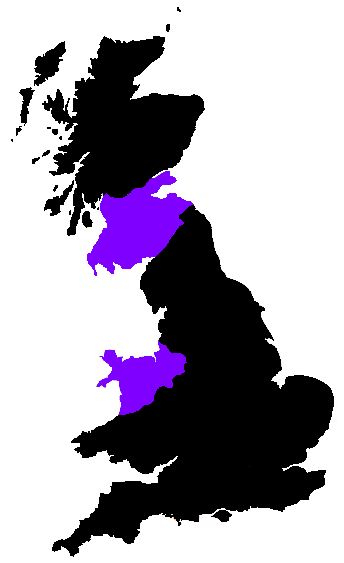
蘇格蘭電力的配電區域

蘇格蘭電力成立於1990年，是蘇格蘭電力工業私營化的產物。隨後成為蘇格蘭主要能源公司之一，1995年買下為默西塞德郡和北威爾士供電的地區電力公司MANWEB。1996年買下南部水務公司（Southern Water），因此也開始供水，不過2002年南方水務公司被再次轉賣。
1994年成立電信公司Thus。2002年Thus在倫敦證券交易所掛牌。
2000年購下為英國西部供電的太平洋電力公司。2005年5月宣佈將太平洋電力以51億美元的價格出售給中美洲能源控股公司，2006年3月21日成交。
德國E.ON打算收購蘇格蘭電力，但2005年11月22日被蘇格蘭電力的董事會否決。次年11月26日同意以116億英鎊的價格接受伊比德羅拉的收購，並於2007年3月30日完成交易。

## 外部連結
- 官方网站
- ScottishPower customer website （页面存档备份，存于）
- ScottishPower Energy Networks Website （页面存档备份，存于）
- ScottishPower Pipe Band Website （页面存档备份，存于）
- ScottishPower Fuel Mix for 2006